# Prochaetoderma iberogallicum
Prochaetoderma iberogallicum is een schildvoetigensoort uit de familie van de Prochaetodermatidae. De wetenschappelijke naam van de soort is voor het eerst geldig gepubliceerd in 1999 door Salvini-Plawen.